# 27 januari
27 januari är den 27:e dagen på året i den gregorianska kalendern. Det återstår 338 dagar av året (339 under skottår).

## Återkommande bemärkelsedagar

### FN-dagar
- Förintelsens minnesdag (datumet valt eftersom koncentrationslägret Auschwitz befriades av sovjetiska styrkor denna dag 1945)

## Namnsdagar

### I den svenska almanackan
- Nuvarande – Göta och Göte
- Föregående i bokstavsordning
  - Göta – Namnet infördes 1901 på 3 maj. 1993 flyttades det till dagens datum, där det har funnits sedan dess.
  - Götar – Namnet infördes på dagens datum 1986, men utgick 1993.
  - Göte – Namnet infördes på dagens datum 1901 och har funnits där sedan dess.
  - Jöns – Namnet fanns före 1901 på 19 juni. Detta år utgick det ur almanackan, men återinfördes tillfälligt, på dagens datum, 1986, innan det åter utgick 1993.
  - Krysostomus – Namnet fanns, till minne av den grekiska kyrkofaderen Johannes Chrysostomos, som i slutet av 300-talet blev patriark av Konstantinopel, på dagens datum före 1901, då det utgick.
- Föregående i kronologisk ordning
  - Före 1901 – Krysostomus
  - 1901–1985 – Göte
  - 1986–1992 – Göte, Götar och Jöns
  - 1993–2000 – Göta och Göte
  - Från 2001 – Göta och Göte
- Källor
  - Brylla, Eva (red.): Namnlängdsboken, Norstedts ordbok, Stockholm, 2000. ISBN 91-7227-204-X
  - af Klintberg, Bengt: Namnen i almanackan, Norstedts ordbok, Stockholm, 2001. ISBN 91-7227-292-9

### Finlandssvenska almanackan
- Nuvarande från 1929[1] – Folke
- I föregående revideringar[a][2]
  - inga ändringar sedan 1929

## Händelser
- 1612 – Under det pågående Kalmarkriget gör danskarna ett försök att storma det svenska Gullbergs fästning vid Göteborg. Stormningen misslyckas dock, då svenskarna står emot fem stormningsförsök på sex timmar.
- 1702 – Den svenske kungen Karl XII bryter med den svenska armén upp från Kurland för att rycka in i Polen.
- 1719 – Sedan kung Karl XII har stupat vid Halden i Norge den 30 november året innan har hans lik förts därifrån mot Stockholm. Denna dag anländer liktåget till Karlbergs slott utanför huvudstaden, där det kungliga liket ligger på lit de parade fram till begravningen den 26 februari.
- 1875 – Svenska teatern i Stockholm grundas. Den finns sedan i 50 år, innan byggnaden förstörs i en brand 1925.
- 1883 – Konstitueras Elektriska Aktiebolaget i Stockholm - det blivande ASEA. 1891 flyttade de till nyanlagda fabriker i Västerås och hade då inköpt Jonas   Wenströms patenträtt för anordningar för kraftöverföring enligt trefassystemet.
- 1938 – Den första domen till den nya svenska strafformen ungdomsfängelse avkunnas.
- 1940 – Biografteatern Amiralen i Malmö invigs av Jens Edvard Kock, som är vd för Malmös biografaktiebolag.
- 1944 – Den tyska belägringen av sovjetiska Leningrad, som har inletts den 8 september 1941, avbryts efter 871 dagar, när tyskarna tvingas retirera undan den framryckande sovjetiska Röda armén.
- 1945 – Det tyska förintelselägret Auschwitz i södra Polen befrias av sovjetiska styrkor. Med anledning av detta börjar 27 januari från slutet av 1990-talet högtidlighållas och 2005 inrättar FN officiellt dagen som Förintelsens minnesdag.
- 1955
  - Finland blir medlem i Nordiska rådet, tre år efter de fyra övriga nordiska länderna.
  - Världens första atomubåt USS Nautilus inleder sin jungfruresa en knapp vecka efter sjösättningen.
- 1961 – Den sovjetiska ubåten S-80 sjunker när dess snorkel inte fungerar, vilket svämmar över båten.
- 1977 – Den 17-åriga svenskan Dagmar Hagelin blir skottskadad och kidnappad av argentinsk säkerhetspolis i Buenos Aires. Hon återfinns aldrig. 2017 döms marinofficeren Alfredo Astiz till livstids fängelse bland annat för mordet på Hagelin.

## Födda
- 1615 – Nicolas Fouquet, fransk politiker
- 1621 – Thomas Willis, engelsk vetenskapsman
- 1675 – Erik Benzelius den yngre, svensk kyrkoman, ärkebiskop i Uppsala stift från 1742
- 1687 – Balthasar Neumann, tysk arkitekt
- 1756 – Wolfgang Amadeus Mozart, österrikisk tonsättare, pianist och violinist
- 1775 – Friedrich Schelling, tysk filosof
- 1805 – Sofia, prinsessa av Bayern och ärkehertiginna av Österrike
- 1806 – Juan Crisóstomo de Arriaga, baskisk-spansk violinist och kompositör
- 1808 – David Strauss, tysk teolog
- 1814 – Eugène Viollet-le-Duc, fransk arkitekt
- 1829 – John P. Jones, brittisk-amerikansk affärsman och politiker, senator för Nevada 1873–1903
- 1832 – Lewis Carroll, brittisk författare, matematiker, logiker och amatörfotograf, mest känd för boken Alice i Underlandet
- 1835 – Konrad Behrend Behrens, svensk operasångare
- 1839
  - Nikolaj Bobrikov, rysk militär och politiker, generalguvernör över Finland från 1898
  - Karl Hugo Kronecker, tysk fysiolog
- 1850 – John Collier, brittisk målare
- 1859 – Vilhelm II, kejsare av Tyskland 1888–1918
- 1885
  - Frank Fitzgerald, amerikansk republikansk politiker, guvernör i Michigan 1935–1937 och 1939
  - Jerome Kern, amerikansk populärkompositör
- 1886 – Ernst Berg, svensk sågverksarbetare och socialdemokratisk riksdagspolitiker
- 1888 – Frank Nitti, amerikansk gangster
- 1900 – Hyman G. Rickover, amerikansk amiral
- 1903 – John Eccles, australisk fysiolog, mottagare av Nobelpriset i fysiologi eller medicin 1963
- 1907 – Maurice Couve de Murville, fransk politiker och ambassadör, Frankrikes utrikesminister 1958–1968 och premiärminister 1968–1969
- 1912 – Arne Næss, norsk filosof
- 1916 – Stjepan Filipović, jugoslavisk kommunist och partisan
- 1921 – Donna Reed, amerikansk skådespelare
- 1924 – Rauf Denktaş, turkcypriotisk advokat och politiker, Nordcyperns president 1985–2005
- 1926
  - Marit Bergson, svensk skådespelare och scripta
  - Ingrid Thulin, svensk skådespelare
- 1930 – Bobby Bland, amerikansk musiker
- 1932 – Boris Sjachlin, sovjetisk gymnast
- 1936
  - Barry Barish, amerikansk experimentalfysiker, mottagare av Nobelpriset i fysik 2017
  - Troy Donahue, amerikansk skådespelare och tonårsidol
  - Samuel C.C. Ting, amerikansk fysiker, mottagare av Nobelpriset i fysik 1976
- 1937 – Fred Åkerström, svensk sångare och trubadur
- 1940 – James Cromwell, amerikansk skådespelare
- 1941 – Beatrice Tinsley, nyzzeländsk astronom och kosmolog
- 1942 – Tasuku Honjo, japansk immunolog, mottagare av Nobelpriset i fysiologi eller medicin 2018
- 1943 – John Mica, amerikansk republikansk politiker, kongressledamot 1993–2017
- 1944
  - Mairead Corrigan, nordirländsk fredsaktivist, mottagare av Nobels fredspris 1976
  - Nick Mason, brittisk musiker, trumslagare i gruppen Pink Floyd
- 1945 – Olivier Rahmat, svensk regissör
- 1947 – Björn Afzelius, svensk musiker, kompositör, textförfattare och sångare
- 1948
  - Michail Barysjnikov, rysk dansare
  - Valeri Brainin, rysk-tysk musikforskare, poet, pedagog, kompositör
- 1949 – Marilyn Musgrave, amerikansk republikansk politiker
- 1950 – Hans Harnesk, svensk rekvisitör och skådespelare
- 1956 – Mimi Rogers, amerikansk skådespelare
- 1957
  - Janick Gers, brittisk musiker, gitarrist i gruppen Iron Maiden
  - Frank Miller, amerikansk serietecknare
- 1958 – Alan Milburn, brittisk parlamentsledamot för Labour 1992–2003
- 1959 – Göran Hägglund, svensk politiker, partiledare för Kristdemokraterna 2004–2015
- 1961 – Zack Space, amerikansk demokratisk politiker, kongressledamot 2007–2011
- 1964 – Bridget Fonda, amerikansk skådespelare
- 1965 – Alan Cumming, brittisk skådespelare
- 1966 – Tamlyn Tomita, amerikansk skådespelare
- 1969 – Marc Forster, tysk-schweizisk regissör och manusförfattare
- 1974 – Ole Einar Bjørndalen, norsk skidskytt
- 1977
  - Hasan Cetinkaya, svensk fotbollsspelare
  - Cecilia Schiöld, svensk skådespelare
- 1980 – Marat Safin, rysk tennisspelare
- 2000 – Romano Schmid, österrikisk fotbollsspelare

## Avlidna
- 98 – Nerva, 67, romersk kejsare sedan 96
- 672 – Vitalianus, påve sedan 657[3]
- 847 – Sergius II, påve sedan 844
- 1540 – Angela Merici, 65, italienskt helgon
- 1596 – Francis Drake, 55, engelsk upptäcktsresande, sjömilitär och kapare
- 1731 – Bartolomeo Cristofori, 75, italiensk klaverbyggare och uppfinnare
- 1786 – Joachim von Düben den yngre, 77, svensk friherre, ämbetsman och politiker, kanslipresident 23 april–22 augusti 1772
- 1814 – Johann Gottlieb Fichte, 51, tysk filosof
- 1850 – Johann Gottfried Schadow, 85, tysk skulptör och grafiker
- 1863 – Edward Robinson, 68, amerikansk teolog
- 1864 – Leo von Klenze, 79, tysk arkitekt
- 1878 – John Bozman Kerr, 68, amerikansk diplomat och politiker
- 1901 – Giuseppe Verdi, 87, italiensk tonsättare
- 1940 – Isaak Babel, 45, sovjetisk journalist, dramatiker och novellförfattare
- 1941 – István Csáky, 46, ungersk greve, diplomat och politiker, Ungerns utrikesminister sedan 1938
- 1951 – Gustaf Mannerheim, 83, finländsk militär, marskalk och statsman, Finlands president 1944–1946
- 1956 – Erich Kleiber, 65, österrikisk dirigent
- 1965 – C. Douglass Buck, 74, amerikansk republikansk politiker, guvernör i Delaware 1929–1937, senator för samma delstat 1943–1949
- 1967
  - Roger B. Chaffee, 31, amerikansk astronaut
  - Virgil I. Grissom, 40, amerikansk astronaut
  - Alphonse Juin, 88, fransk militär, marskalk av Frankrike
  - Edward H. White, 36, amerikansk astronaut
- 1970 – Erich Heckel, 86, tysk målare och grafiker, expressionist
- 1972 – Mahalia Jackson, 60, amerikansk gospelsångare
- 1978 – Clarence Norman Brunsdale, 86, amerikansk republikansk politiker, guvernör i North Dakota 1951–1957, senator för samma delstat 1959–1960
- 1979
  - Arne Geijer, 68, svensk fackföreningsman och politiker, LO:s ordförande 1956–1973
  - Niilo Saarikko, 80, finländsk sångare
- 1983 – Georges Bidault, 83, fransk politiker, ordförande i Frankrikes provisoriska regering 24 juni–28 november 1946
- 1984 – Greatrex Newman, 91, brittisk författare och manusförfattare
- 1986 – Lilli Palmer, 71, tysk-brittisk skådespelare
- 1987 – Ove Rainer, 61, svensk jurist, ämbetsman och politiker, Sveriges justitieminister 1982–1983
- 1991 – Jens Sigsgaard, 80, dansk författare
- 1993 – André the Giant, 46, fransk brottare och skådespelare
- 1994 – Claude Akins, 75, amerikansk skådespelare
- 1996 – Ralph Yarborough, 92, amerikansk demokratisk politiker, senator för Texas 1957–1971
- 1998
  - Ragnar Edenman, 83, svensk socialdemokratisk politiker och statsråd, Sveriges ecklesiastikminister 1957–1967, landshövding i Uppsala län 1967–1980
  - Erik Höglund, 66 - svensk skulptör, målare, grafiker och glaskonstnär
- 2004 – Wiange Törnkvist, 90, svensk skådespelare
- 2006 – Johannes Rau, 75, tysk socialdemokratisk politiker, Tysklands förbundspresident 1999–2004
- 2008
  - Gordon B. Hinckley, 97, amerikansk mormon, president för mormonerna sedan 1995
  - Kjell Nordenskiöld, 90, svensk skådespelare och dokumentärfilmare
  - Suharto, 86, indonesisk general och politiker, Indonesiens president och diktator 1967–1998
- 2009
  - John Updike, 76, amerikansk författare
  - Ramaswamy Venkataraman, 98, indisk politiker, Indiens president 1987–1992
- 2010
  - J.D. Salinger, 91, amerikansk författare
  - Howard Zinn, 87, amerikansk historiker, författare och samhällsdebattör
- 2011
  - Mārtiņš Freimanis, 33, lettisk sångare
  - Helena Henschen, 70, svensk formgivare och författare
  - Tøger Seidenfaden, 53, dansk liberal publicist, chefredaktör för tidningen Politiken sedan 1993
- 2013
  - Agneta Lagerfeldt, 93, svensk skådespelare
  - Acer Nethercott, 35, brittisk roddare
- 2014 – Pete Seeger, 94, amerikansk sångare, banjospelare, gitarrist och låtskrivare
- 2015
  - Wilfred Agbonavbare, 48, nigeriansk fotbollsmålvakt
  - Suzette Haden Elgin, 78, amerikansk lingvist och science fiction-författare
  - Magnus Erikson, 57, svensk skivbolagsdirektör och konsertarrangör
  - Ebbe Grims-land, 99, svensk tonsättare
  - David Landau, 67, brittisk-israelisk journalist
  - Charles H. Townes, 99, amerikansk fysiker, mottagare av Nobelpriset i fysik 1964
- 2018
  - Ingvar Kamprad, 91, entreprenör och grundare av möbelkedjan Ikea
  - Göran "Pisa" Nicklasson, 75, svensk fotbollsspelare
  - Mort Walker, 94, amerikansk serietecknare, skapare av serien Knasen
- 2021 – Cloris Leachman, 94, amerikansk skådespelare